# Literární fikce
Literární fikce či pouze fikce je pojem popisující smyšlenost nebo imaginárnost světů, událostí a osob zobrazovaných v literárním díle nebo, ve smyslu užívaném zejména v anglosaském prostředí a v literární vědě, tato literární vyprávění samotná. V nejširším významu může být ekvivalentní výrazu literatura a zahrnovat také poezii a historickou a esejistickou tvorbu. Užší vymezení spojuje fikci s narativem (vyprávěním) jakéhokoliv typu. V nejužším významu, který bývá ovšem v praxi užíván nejčastěji, popisuje fikce pouze smyšlená vyprávění jako například romány, povídky nebo pohádky, nikoliv tedy texty historiografické nebo autobiografické povahy, jež jsou označovány za non-fiction.
Poměr fikce k pravdě se v průběhu dějin literatury se měnil – existovala představa umělecké literatury jako lži, ale také tendence chápat fikci jako vyjádření vyšší pravdy. Tyto úvahy o postavení literární fikce jsou významnou součástí dějin západní filosofie v souvislosti s tázáním po podstatě skutečnosti. Moderní naratologická bádání problém fikce široce rozpracovala, zejména s nárůstem oblíbenosti teorie fikčních světů. Fikčnost představuje pro moderní filosofii a myšlení o literatuře významný problém, a to zejména pro svou dualitu: fikční světy jsou na jednu stranu ontologicky a epistemologicky oddělené od reality, na druhé straně jsou podle reálného světa modelované.

## Historie pojmu
Za prvního teoretika fikce je často považován Aristotelés, přestože řečtina přímý ekvivalent slova fikce neobsahovala. Novodobí vykladači jeho Poetiky nicméně často za obdobu moderního pojmu fikce označují Aristotelův koncept mimésis. V názvu díla použila pojem fikce jako první Germaine de Staël, když ve své Essai sur les fictions (Esej o fikcích, 1795) popsala sice různé typy fikcí (historickou, alegorickou, filosofickou), největší pozornost však věnovala realistickým vyprávěním románového typu („fictions naturelles“). V průběhu 19. století se pak začalo slova fikce užívat v angličtině pro veškeré literární prozaické vyprávění – fiction. V ostatních jazycích (francouzština, němčina, čeština) se slovo fikce v běžné řeči, například v knihovnách či knihkupectvích, v tomto smyslu uplatňuje méně často. Jako výraz pro imaginativní narativ se nicméně i v těchto jazycích pravidelně užívá v literárněvědných textech.

## Vymezení literární fikce
Někdy se lze setkat s pokusy o širší vymezení toho, co má být za fikci označováno. Suzanne Gearhartová navrhovala za fikci považovat všechny texty, v nichž jejichž autoři vyjadřují své myšlenky. Argumentovala tím, že někteří autoři (například Voltaire či Diderot), psali jak výkladová díla, tak narativní texty a jejich dílo by mělo být vnímáno a zkoumáno jako celek. Podobně k věci přistupovali i další literární vědce, kupříkladu Paul de Man, Barbara Herrnsteinová Smithová nebo Peter McCormick. Klíčové je v tomto případě dělení na psaný artefakt (fikci) a přímou empirickou zkušenost jedince.
Užší pojetí chápe fikci coby narativní diskurz (textové vyprávění příběhu), a to buď jakýkoliv, včetně dějepisného pojednání, autobiografického záznamu a žurnalistiky, nebo v užším smyslu pouze imaginativní narativní diskurz, tedy vyprávění se smyšlenými prvky. Obvyklým argumentem pro širší vymezení bývá tvrzení, že již samotný výběr faktů a jejich prezentace v podobě vyprávění strukturovaného příběhu je vytvářením fikce, která v zásadě příliš neliší od té imaginativní. Mezi příznivce neoddělování fikčního a (respektive chápání obojího coby fikce) byl například historik Arnold Toynbee, romanopisec E. L. Doctorow, literární teoretikové Ronald Sukenick a Wlad Godzich, a zejména Hayden White. Opačný názor razil filosof Paul Ricoeur, když fikci definoval pouze jako nereferenční narativ. Tvrdil, že mezi literárním narativem popisujícím imaginární svět a historickým narativem je zásadní rozdíl, jejž spatřoval ve čtenářském zažívání zkušenosti času prostřednictvím postavy ve fikčním vyprávění. K tomuto názoru, byť bez důrazu na čas, se přiklonila také Dorrit Cohnová.
Cohnová fikci charakterizovala jako nereferenční narativ, to znamená vyprávění, které nereferuje výlučně a přesně k reálnému světu. Tím je míněno, že k různým aspektům reálného světa vždy referovat nemusí, nikoliv, že k nim referovat nemůže. Fikční narativ mísí podle ní reference k reálným skutečnostem a reference ke skutečnostem, které si sám vytváří ve svém vlastním vnitřním referenčním rámci. Román Citová výchova začíná v Paříži, která je reálná, ale většina objevujících se postav nikdy nežila a jsou smyšlené; román Zámek je sice zasazen do smyšlené bezejmenné vesnice, referuje však k mnoha reálným obecným jevům jako sníh nebo tma. V protikladu k fikci stojí referenční narativy: historické texty, reportáže, autobiografie. Od fikce se liší tím, že mohou být posuzovány jako pravdivé či nepravdivé, zatímco u fikčního díla by podobný soud neměl smysl. Podobně k věci přistupoval americký filosof jazyka John Searle, když tvrdil, že ve fikčním díle se střídají fikční a nefikční výroky. Zatímco Doylův Sherlock Holmes referuje ke smyšlené osobě, Tolstého Napoleon z Vojny a míru referuje k reálné postavě. Proti těmto pojetím ontologicky různorodým (heterogenním) pojetím fikce lze namítat, že literární postavy založené na skutečných předlohách se od svého inspiračního zdroje mohou lišit v jednotlivostech, ale i zcela zásadně, například v románu z alternativní historie. Není pak jasné, zda je chápat jako nefikční, fikční či polofikční.
Homogenní pojetí fikce, které razil zejména Lubomír Doležel v rámci teorie fikčních světů, naopak prohlašuje, že ve fikčním díle jsou referují všechny výrazy k fikčnímu světu, nikoliv ke světu skutečnému. I tak však podle Doležela mezi historickou postavou a všemi jejími fikčními variantami existuje nezrušitelný vztah a fikční jevy tohoto typu náleží do zvláštní sémantické třídy.

## Znaky fikčnosti
V případě, že je jako fikce chápán pouze nereferenční či autoreferenční narativ, je nutné stanovit kritéria, jak odlišit fikci od jiných typů textu. Podle názoru některých literárních vědců je to možné na základě vnitrotextových ukazatelů. Käte Hamburgerová rozdělila texty na vyprávění ve 3. osobě (er-forma), kterou považovala za fikci v pravém slova smyslu, neboť v nich vypravěč odhaluje myšlenky osob jiných, než je on sám, a na vyprávění v 1. osobě (ich-forma), v němž protagonista činí kvazihistorické výpovědi autobiografického typu. Podle Hamburgerové je v takovém případě pro čtenáře nemožné rozlišit fakticky smyšlené vyprávění od autobiografického narativu, s výjimkou textů s nerealistickými prvky. Hovořila proto o fingovaných výpovědích o skutečnosti. Ty pak lze rozeznat od reálných pouze díky informacím od autora či vydavatele díla.
Názor, že fikci lze rozpoznat pomocí charakteristických znaků nalézajících se v textu samotném, hájila také Dorrit Cohnová. Podle jejího názoru se fikční text vyznačuje jedinečnou schopností zobrazovat literární postavy (často včetně jejich vnitřního života zobrazovaného pomocí polopřímé řeči a dalších prostředků, které jsou autorům nefikčních textů nedostupné). Jiní autoři, například Peter Lamarque a Stein Haugom Olsen, nicméně tvrdili, že samotné stylistické a formální rysy jazyka nemohou dílo fikce v žádném případě konstituovat.
Druhou možností, jak rozlišit fikční a nefikční díla, je brát v potaz indicie vně samotného textu, v prostoru, který je podle terminologie Gérarda Genetta označován jako paratexty. K těmto indiciím patří mimo jiné žánrové označení (text je fikcí, pokud je označen kupříkladu jako román, povídka nebo pohádka). Thomas John Roberts uvedl, že podmínkou fikce je to, že si autor uvědomuje, že jeho dílo je smyšlené, a zároveň tuto skutečnost prozrazuje čtenáři. Podle názoru Geira Farnera je však otázka autorovy intence bezpředmětná a důležitá je pouze skutečnost, že fikční dílo čtenář čte jako fikci, tedy že si uvědomuje, že z textu samotného nemůže vyvodit, která předložená fakta odpovídají realitě a která ne.
Nicholas Rescher propojil představu fikčního díla jako úmyslné fikce s podmínkou určitých formálních vlastností textu. Imaginární osoby a události podle něj musejí hrát ve fikčním díle podstatnou úlohu. Z fikce také vyloučil díla příliš krátká (například anekdotu či podobenství), ale také příliš dlouhá (hypotetické dílo o rozsahu mnoha desítek tisíc svazků) a díla, která postrádají vnitřní jednotu. Co přesně znamená podstatná úloha, přiměřená délka a přiměřená vnitřní jednota, to může být předmětem sporů. Rescher proto zdůraznil, že hranice mezi fikcí a nefikcí nikdy nebude jednoduchá a úpravná.